# Steatopigia

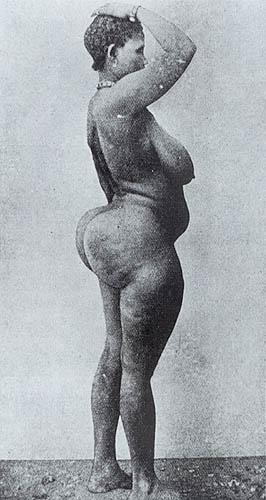
Donna della tribù Khoikhoi (conosciuti in passato con il termine dispregiativo "Ottentotti")

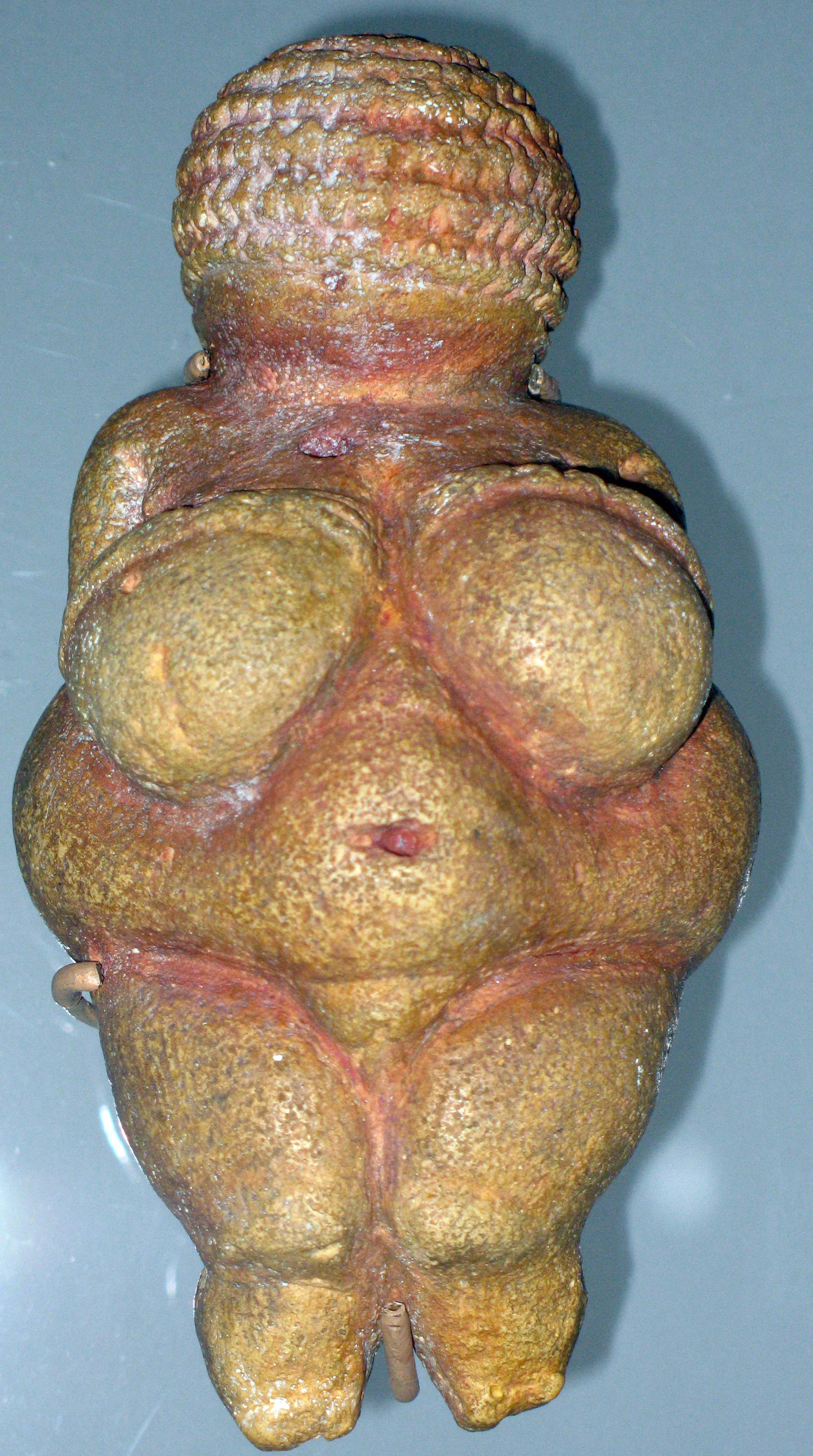
Venere di Willendorf

Per steatopigìa si intende il carattere di spiccata lordosi lombare di alcune costituzioni fisiche e la tendenza ad accumulare adipe sui glutei e sulle cosce. La steatopigia è tipica delle donne di alcune etnie africane, come quella dei popoli di lingua khoisan, ed è stata spesso riscontrata nelle icone femminili scolpite nel Paleolitico superiore e nel Neolitico, denominate per questo anche "veneri steatopigie".

## Etimologia
Dall'unione delle parole greche στέαρ / stéar (= grasso) e πυγή / pygḗ (= natica).

## Diffusione
La steatopigia, che è quasi sempre più acuta nelle donne che negli uomini, è una caratteristica genetica di certe popolazioni africane, come in particolare i khoisan ed i pigmei dell'Africa centrale. Nei khoisan si presenta nella sua forma più tipica, spesso associata alla macroninfia (allungamento atipico delle piccole labbra), ma la steatopigia è diffusa in molte altre popolazioni africane, come nei basters di Rehoboth dove è associata anche al genere maschile e presso gli onge delle isole Andamane. Sembrerebbe un tratto tipico delle popolazioni originarie dall'Africa orientale (dal golfo di Aden al capo di Buona Speranza), fra cui gli hadza, i khoikhoi ed i boscimani.